# Hippeastrum aulicum
Hippeastrum aulicum là một loài thực vật có hoa trong họ Amaryllidaceae. Loài này được (Ker Gawl.) Herb. mô tả khoa học đầu tiên năm 1821.

## Hình ảnh

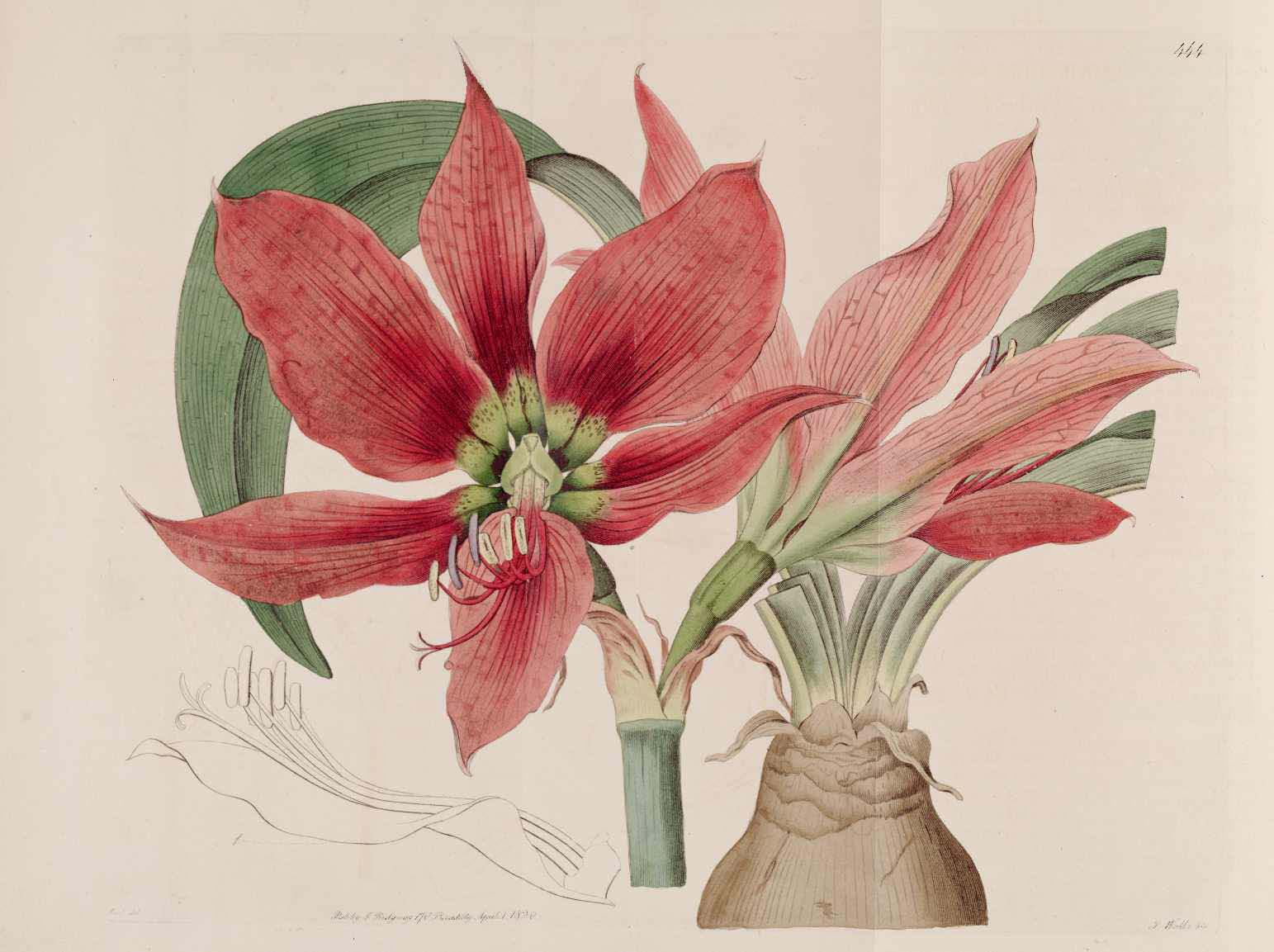
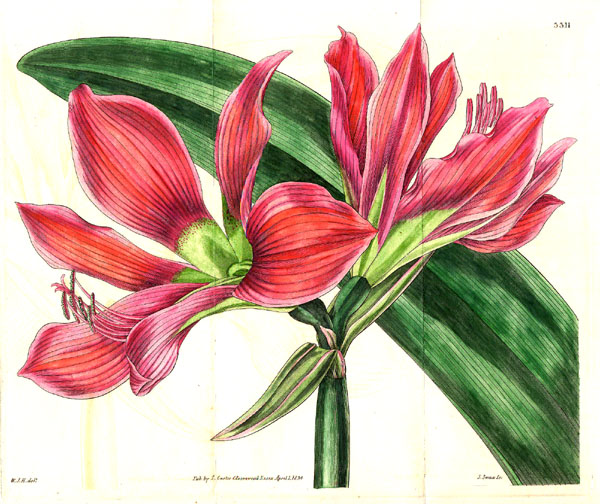